# Nicolas Chamfort
Sébastien-Roch Nicolas de Chamfort (n. 6 aprilie 1740, Clermont, Picardie⁠(d), Franța – d. 13 aprilie 1794, Paris, Prima Republică Franceză) a fost un scriitor francez din perioada Revoluției franceze, căreia i-a fost susținător.
În scrierile sale, de un caracter pesimist, cinic și caustic, a criticat moravurile societății și excesele Revoluției.

## Opera
- 1764: Tânăra indiană ("La jeune indienne");
- 1769: Elogiu lui Molière, încoronat ("Éloge de Molière, couronné ")
- 1770: Negustorul din Smirna ("Le marchand de Smyrne") - comedie;
- 1795: Maxime și gânduri, caractere și anecdote ("Maximes et pensées, caractères et anecdotes")
- Mustapha și Zéangir ("Mustapha et Zéangir") - tragedie.

## Vedeți și
- Lista membrilor Academiei Franceze